# De Dion-Bouton Type I
La Type I era un'autovettura prodotta nel 1901 dalla Casa automobilistica francese De Dion-Bouton.

## Storia e profilo
La Type I venne progettata e realizzata assieme alla Type H, simile come base meccanica di partenza, ma con un motore di cilindrata superiore. Essa appartiene a quella serie di modelli della casa di Puteaux caratterizzata dal fatto di proporre per la prima volta il motore montato anteriormente. Nella fattispecie, si tratta di un monocilindrico da 700 cm3 (alesaggio e corsa pari a 90 x 110 mm) in grado di erogare una potenza massima di 6 CV e dotato di una pompa dell'olio. Nel corso del 1901 vennero prodotti solo 4 esemplari di Type I (altrettanti ne vennero prodotti della Type H), carrozzati come single-phaeton. Il radiatore era montato al di sotto del cofano motore, davanti all'asse anteriore.
La Type H venne sostituita nel febbraio del 1902 dalla Type K.